# Női 3 méteres műugrás a 2013-as mű- és toronyugró-Európa-bajnokságon
A 2013-as mű- és toronyugró Európa-bajnokságon a női 3 méteres műugrás versenyszámát június 22-én rendezték meg a Neptun Swimming Poolban. A döntőtben a német Tina Punzel szerezte meg az aranyérmet. Gondos Flóra a 14. helyen végzett a selejtezőjében, így lemaradt a 12-es fináléról.

## Versenynaptár
Az időpontok helyi idő szerint olvashatóak.
| Dátum                     | Időpont | Forduló   |
| ------------------------- | ------- | --------- |
| 2012. június 22., szombat | 09:00   | Selejtező |
| 2012. június 22., szombat | 14:30   | Döntő     |

## Eredmény
| #  | Versenyző         | Ország                   | Selejtező | Selejtező | Döntő  | Döntő   |
| #  | Versenyző         | Ország                   | Pontok    | Rangsor   | Pontok | Rangsor |
| -- | ----------------- | ------------------------ | --------- | --------- | ------ | ------- |
|    | Tina Punzel       | Németország (GER)        | 269,70    | 7         | 336,70 | 1       |
|    | Tania Cagnotto    | Olaszország (ITA)        | 322,35    | 1         | 331,85 | 2       |
|    | Nagyezsda Bazsina | Oroszország (RUS)        | 318,35    | 2         | 326,10 | 3       |
| 4  | Maria Marconi     | Olaszország (ITA)        | 261,75    | 10        | 314,50 | 4       |
| 5  | Hanna Piszmenszka | Ukrajna (UKR)            | 246,00    | 12        | 301,95 | 5       |
| 6  | Olena Fedorova    | Ukrajna (UKR)            | 282,30    | 5         | 288,35 | 6       |
| 7  | Hannah Starling   | Egyesült Királyság (GBR) | 288,35    | 4         | 288,30 | 7       |
| 8  | Alicia Blagg      | Egyesült Királyság (GBR) | 290,10    | 3         | 286,80 | 8       |
| 9  | Alena Khamulkina  | Fehéroroszország (BLR)   | 271,70    | 6         | 249,80 | 9       |
| 10 | Sophie Somloi     | Ausztria (AUT)           | 268,65    | 8         | 227,35 | 10      |
| 11 | Inge Jansen       | Hollandia (NED)          | 264,80    | 9         | 213,70 | 11      |
| 12 | Taina Karvonen    | Finnország (FIN)         | 248,45    | 11        | 204,40 | 12      |
|    |                   |                          |           |           |        |         |
| 13 | Daniella Nero     | Svédország (SWE)         | 244,00    | 13        |        |         |
| 14 | Gondos Flóra      | Magyarország (HUN)       | 239,90    | 14        |        |         |
| 15 | Tiia Kivela       | Finnország (FIN)         | 223,50    | 15        |        |         |
| 16 | Krisztina Ilinih  | Oroszország (RUS)        | 214,25    | 16        |        |         |
| 17 | Ioulianna Banousi | Görögország (GRE)        | 211,75    | 17        |        |         |
| 18 | Celine van Duijn  | Hollandia (NED)          | 202,30    | 18        |        |         |
| 19 | Patrycja Pyrżak   | Lengyelország (POL)      | 190,70    | 19        |        |         |
| 20 | Eleni Katsouli    | Görögország (GRE)        | 169,65    | 20        |        |         |
| 21 | Friederike Freyer | Németország (GER)        | 161,85    | 21        |        |         |